# Пушешниковы
Пу́шешниковы — древний дворянский род.

## История рода
История рода восходит к середине XVI века. Известно, что после издания в 1550 году Иваном IV приказа «Об испомещении в Московском и окружающих уездах избранной тысячи служилых людей» Григорий Пушешников стал головой одного из первых стрелецких полков. Дмитрий Юрьевич Пушешников был воеводой в Курске (1601—1603 гг.), Торжке (1604 г.), Вятке (1610—11 гг.), Путивле (1616—1617 гг.). Иван Иванович Пушешников записан в Бельской десятне с поместным окладом (список 1622 г.),Василий Лаврентьевич служил 2-м воеводой в Казани, затем думным дворянином (с 1682 г.). Род Пушешниковых внесен в VI, II и III части родословных книг Курской, Орловской, Воронежской, Калужской и Тульской губерний.

## Описание герба
В щите, разделённом горизонтально надвое, в верхней половине в золотом поле диагонально к левому нижнему углу, означена чёрная полоса с тремя золотыми шестиугольными звездами. В нижней половине в красном поле изображена серебряная пушка. Щит увенчан дворянским шлемом и короной. Намёт на щите золотой, подложенный красным.
Герб внесён в Общий гербовник дворянских родов Российской империи, часть 7, стр. 57.

## Представители фамилии
- Пушешников, Александр Николаевич (1850—1916), инженер путей сообщения
- Пушешников, Владимир Васильевич (1859—1941), военный инженер, генерал-майор Русской Императорской Армии (после 1917 г. — в отставке)[3]
- Пушешников, Николай Алексеевич (1882—1939), литератор и переводчик, племянник писателя Ивана Алексеевича Бунина[4].